# Onolâtrie

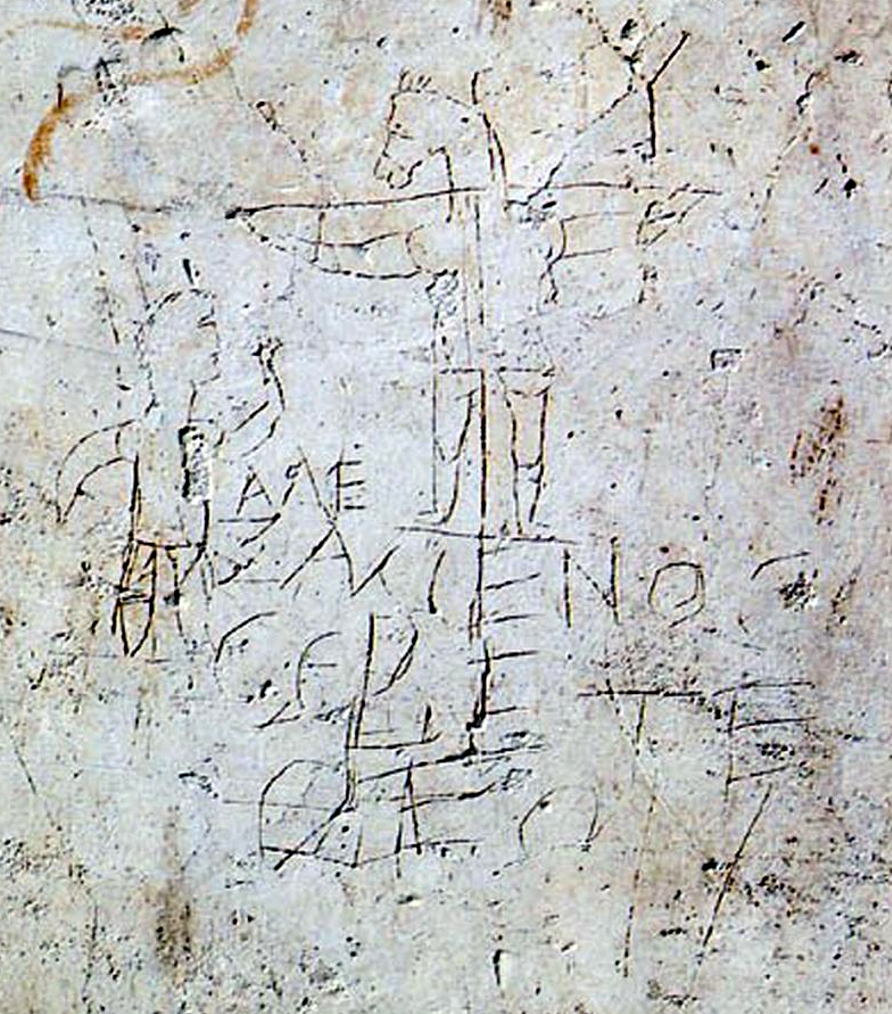
Graffiti d'Alexamenos, II, un âne crucifié et le commentaire « Alexamenos adore son Dieu. » suggère que ce dessin raille un Romain converti au christianisme.
(Musée du Palatin)

L'onolâtrie (du grec ancien ὄνος / ónos (« âne(sse) ») et λατρεία / latreía (« culte »)) se réfère à l'ancien culte de l'âne, pratique religieuse d'origine africaine et orientale, également attribué aux Hébreux du désert

## Période favorable à l'onolâtrie

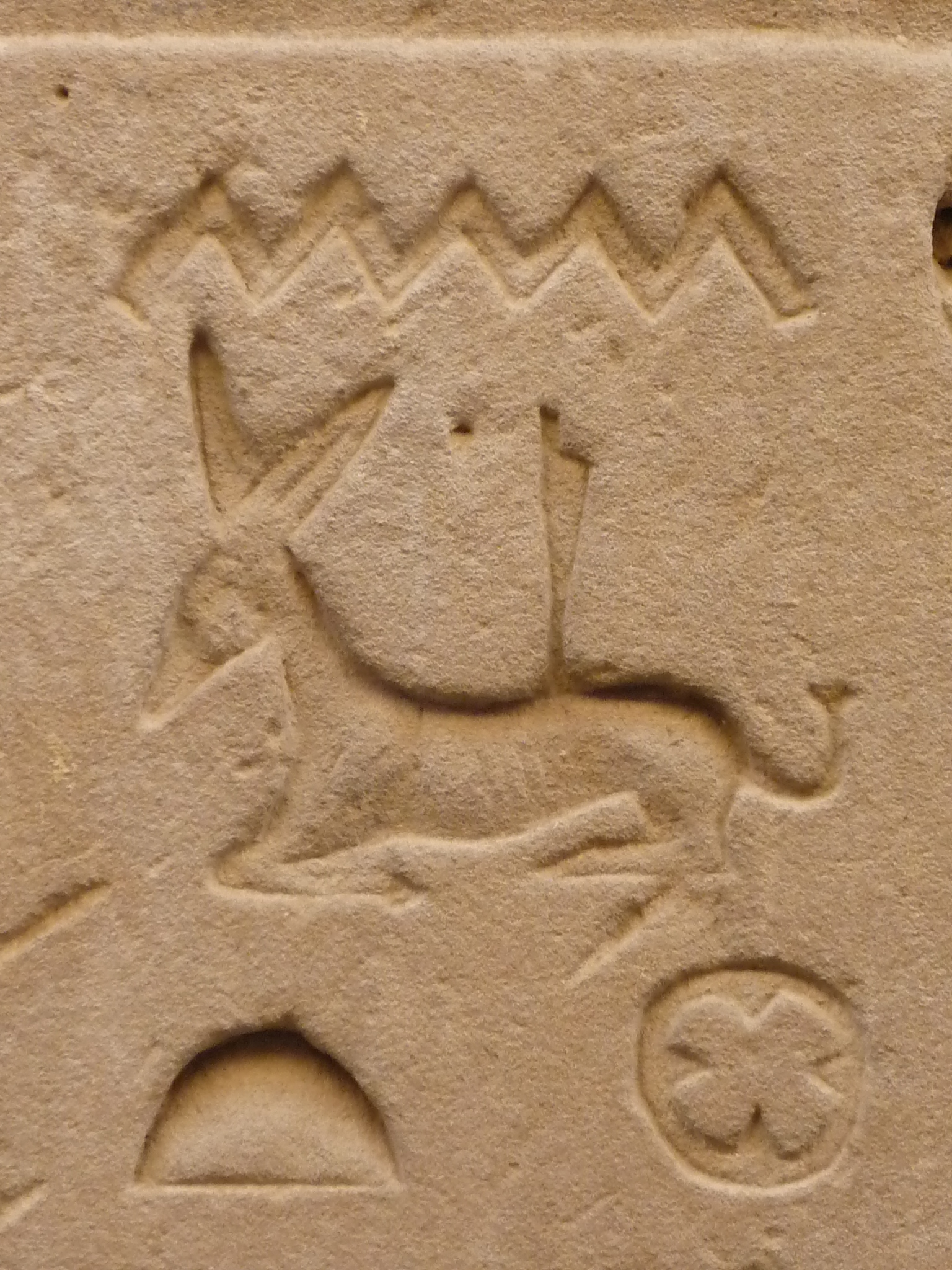
Seth au temple d'Edfou (Égypte).

Le culte de l'âne se pratiquait dans l'Antiquité. Les propriétés médicinales de certaines parties du corps de cet animal étaient reconnues pour leur vertu. Dans l'Égypte ancienne, l'animal était représenté sous les traits du dieu Seth. 
Tacite dans le cinquième livre des Actes, aborde la relation de ce culte pour l'âne par les Juifs. Selon l'historien romain, après la sortie d'Égypte, les Israélites souffrirent de la soif dans le désert à cause du manque d'eau potable. Au moment de leur détresse extrême et voyant la mort venir, un troupeau d'ânes sauvages qui s'avançait en provenance de pâturages les conduisirent à une source. 

## Période condamnant l'onolâtrie
Dans la Rome antique, l'onolâtrie était exploitée par les païens comme un moyen de dérision contre les premiers Chrétiens et les Juifs.
Minucius Félix cita un discours de Marcus Cornelius Fronto. Ce discours était une invective, l'auteur ne connaissait même pas les rudiments de la doctrine chrétienne ; cependant il s'en prenait aux Chrétiens, entre autres en les accusant de pratiquer l'inceste, le culte de la tête d'âne et de pratiquer un rituel d'assassinat de nourrissons.